# Hippodromen
För andra betydelser, se Hippodromen (olika betydelser).

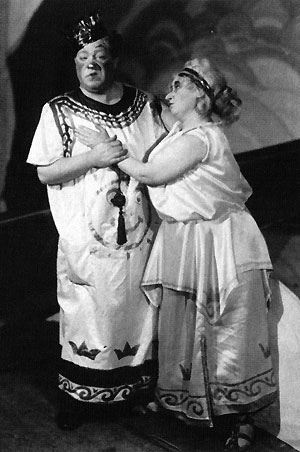
Edvard Persson med Jullan Kindahl i Orfeus i underjorden på Hippodromen i Malmö 1926

Hippodromen (ofta förkortad Hipp) är en teaterbyggnad i Malmö som sedan 1994 används av Malmö Dramatiska Teater, vilken sedan 2008 går under nygamla namnet Malmö Stadsteater. 
Namnet kommer från antikens grekiska hästkapplöpningsarenor (av grekiskans hippos = häst och dromos = lopp), som motsvarade romarnas cirkus. Byggnadsaktiebolaget Hippodromen bildades 1898 för att bygga en lokal där det kunde visas cirkusföreställningar för allmänheten. Drivande bakom detta bolag var industriidkaren Daniel Hjorth junior och byggmästaren Christian Lauritz Müller som kom att stå som huvudmän i decennier framåt. Arkitekten Theodor Wåhlin anlitades. Han reste runt i Europa och studerade cirkuslokaler. Den 1 november 1899 invigdes en av världens då modernaste cirkus- och teaterbyggnader med många mekaniska finesser, som möjliggjorde flexibla omställningar av anläggningen för olika slags uppträdanden, teater, cirkus, hästmanege och en ovanlig, snabbt omställningsbar vattenmanege. Cirkus Tanti svarade för den bejublade premiärföreställningen. 
1922 tog Oscar Winge över lokalerna och byggde om dem till en renodlad teater. Operetter, revyer och lustspel dominerade repertoaren. Bland kända skådespelare som uppträtt på Hippodromteatern kan nämnas de båda Malmöfödda skådespelarna Nils Poppe och Edvard Persson. Nils Poppe (Jönsson) fick både sitt genombrott och artistnamn på Hippodromteatern. 1944 engageras Oscar Winge som lyrisk chef vid den nybildade Malmö stadsteater och Hippodromen övertogs av hans före detta hustru Elsa Winge.

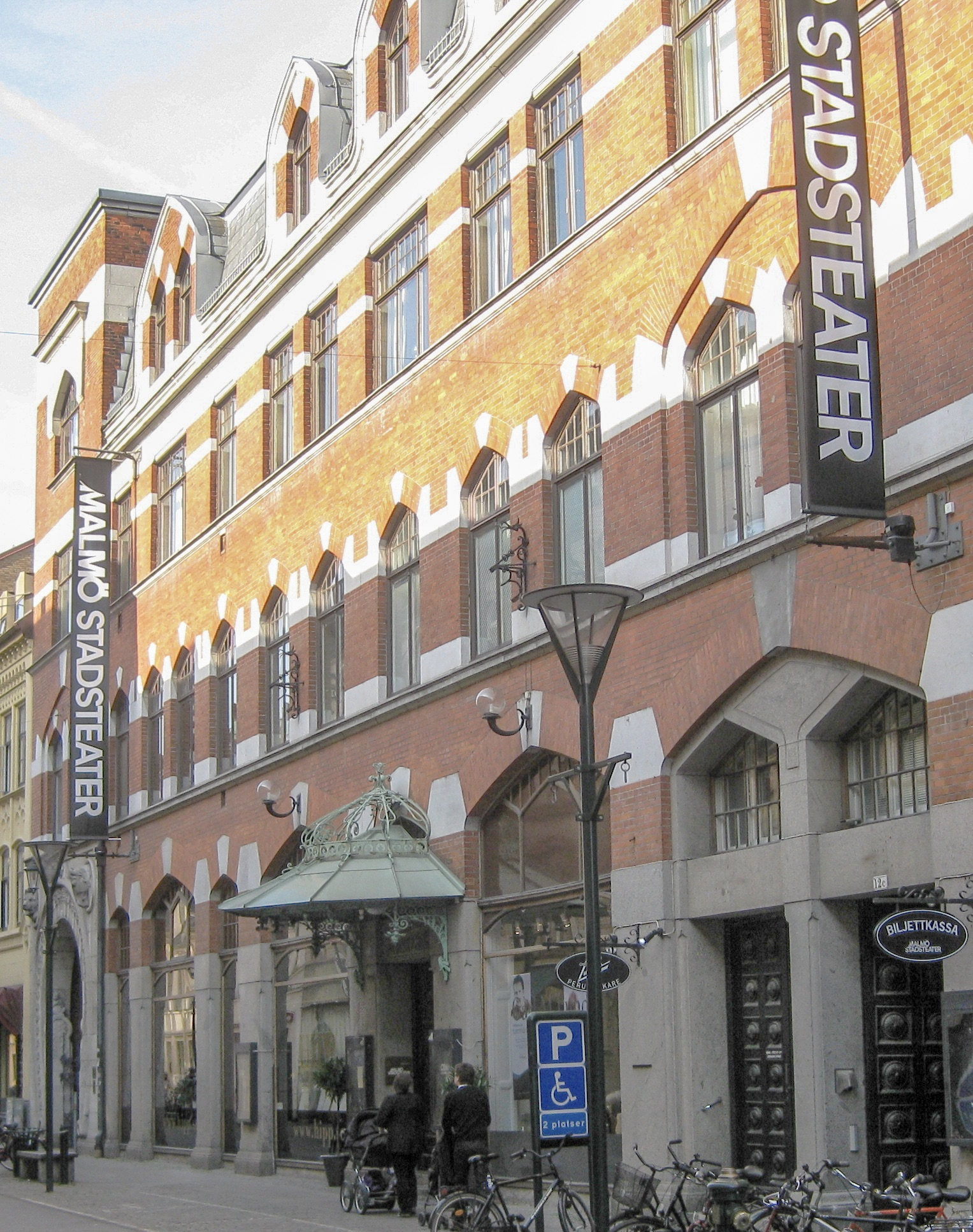
Huvudscenen Hipp ligger numera i Hippodromen

1950 gavs den sista teaterföreställningen i byggnaden, Elimförsamlingen tog över lokalerna och byggde om Hippodromen till kyrka. Malmö stad köpte lokalerna 1992 av ett konkursdrabbat fastighetsbolag och räddade den gamla kulturbyggnaden med en renovering. Ombyggnaden och renoveringen ritades av  Månsson & Dahlbäck Arkitektkontor. 1994 återinvigdes Hippodromen som teater och dåvarande Malmö Dramatiska Teater fick här sin huvudscen under moderna namnet Hipp med Staffan Valdemar Holm som teaterchef (Malmö Dramatiska Teater heter sedan 2008 Malmö Stadsteater). 
Under teaterchef Kitte Wagners ledarskap påbörjades 2021 en ny renovering efter många år av intensiv teaterverksamhet. Den gamla Hippodromen och dess kringliggande utrymmen blir mer tillgängliga. Hippodromen står klar för återinvigning våren 2023. Ombyggnaden är utförd av de brittiska teaterarkitekterna Haworth Tompkins tillsammans med White Arkitekter. Haworth Tompkins är specialiserad inom byggnader för kulturverksamhet och har genom åren arbetat med ett stort antal teatrar framförallt i Storbritannien. Malmö Stadsteaters Hippodrom är deras första ombyggnadsprojekt i Sverige. 
Arkivet och en tillhörande fotosamling förvaras på Malmö stadsarkiv.